# 할리우드 차차차
《할리우드 차차차》(영어: Sunset)는 미국에서 제작된 블레이크 에드워즈 감독의 1988년 범죄 미스터리 서부극 영화이다. 브루스 윌리스, 제임스 가너 등이 출연하였고, 토니 애덤스 등이 제작에 참여하였다.

## 출연진
- 브루스 윌리스
- 제임스 가너
- 맬컴 맥다월
- 매리얼 헤밍웨이
- 캐슬린 퀸런
- 제니퍼 에드워즈
- 퍼트리샤 호지
- 리처드 브래드퍼드
- M. 에밋 월시
- 조 댈러산드로
- 안드레이어스 커출러스
- 댄 플로렉
- 마이클 C. 귄
- 더멋 멀로니
- 피터 제이슨

## 기타 제작진
- 협력 제작: 트리시 캐러셀리
- 배역: 낸시 클로퍼
- 미술: 로저 마우스
- 의상: 패트릭 R. 노리스